# Man Gave Names to All the Animals
«Man Gave Names to All the Animals» es una canción del músico estadounidense Bob Dylan, publicada en el álbum de estudio Slow Train Coming. Fue publicada, además, como segundo sencillo promocional del álbum, después de «Gotta Serve Somebody», en noviembre de 1979, con « When You Gonna Wake Up» como cara B en los Estados Unidos; en otros países europeos la cara B fue sustituida por «When He Returns» o «Trouble in Mind».
La canción ha sido considerada por algunos medios como una de las peores composiciones de Dylan. Una encuesta conducida por la revista Rolling Stone la eligió como la cuarta peor canción de Dylan, con «Gotta Serve Somebody» en el puesto dos.
«Man Gave Names to All the Animals» ha sido versionada por múltiples artistas, incluyendo Townes Van Zandt, que incluyó una versión en su álbum de 1993 Roadsongs. La letra fue utilizada como libro infantil publicado por Harcorut en 1999, con ilustraciones de Scott Menchin. The Wiggles también versionó la canción en el álbum Furry Tales en 2013.

## Personal
- Bob Dylan: voz y guitarra
- Mark Knopfler: guitarra
- Tim Drummond: bajo
- Mickey Buckins: percusión
- Pick Whiters: batería
- Barry Beckett: órgano
- Harrison Calloway: trompeta
- Ronnie Eades: saxofón barítono
- Harvey Thompson: saxofón tenor
- Charlie Rose: trombón
- Lloyd Barry: trompeta